# Marie Louise Marguerite Belèze
Marie Louise Marguerite Belèze (París, 28 de octubre de 1850 - Montfort l'Amaury,  11 de noviembre de 1913) fue una botánica, taxónoma, y exploradora francesa.
De sus extensas expediciones por Francia, recolectando especímenes botánicos, solo se resguardan algunos en el Herbario de Universidad de Estrasburgo.
Conocida por sus trabajos sobre la flora de los alrededores de París, sobre todo en la región occidental. Describió muchas nuevas formas de fanerógamas y de criptógamas.

## Algunas publicaciones
- marie louise marguerite Belèze. 1908. Un Bouquet de ronces montfortoises et rambolitaines, par Mlle Belèze. Ed. Impr. nationale, 12 p.
- --------------------------------------. 1907. Les Plantes carnivores. Extrait des 'Comptes rendus du Congrès des Sociétés savantes' en 1906, sciences. Ed. Impr. nationale, 15 p.
- --------------------------------------. 1907. La Morelle noire. Extrait des 'Comptes rendus du Congrès des Sociétés savantes' en 1906, sciences. Ed. Impr. nationale.
- --------------------------------------. 1903. Premier supplément à la 'Liste des champignons supérieurs et inférieurs de la forêt de Rambouillet et des environs de Montfort-l'Amaury (Seine-et-Oise). Ed. Impr. de l'Institut de bibliographie, 13 p.
- --------------------------------------. 1902. Notes botaniques. Extrait des 'Comptes rendus du Congrès des Sociétés savantes' en 1903, sciences. Ed. Impr. nationale, 19 p.
- --------------------------------------. 1902. Station anormale du "tetraganobulus siliquosus" rot e quelques observations sur les "criblures en grains de plomb" qui perforent les feuilles de certains végétaux sauvages et cultivés des environs de Montfort-l'Amaury et de la forêt de Rambouillet, Seinet-et-Oise. 8 p.
- --------------------------------------. 1902. Teratologie cryptogamique quatre cas de faciation fongique. Science Arts Nature I, 15: 1-4, il.[5]
- --------------------------------------. 1902. Florule calaminaire, par Mlle Beleze,... Extraído de 'Comptes rendus du congrès des Sociétés savantes' en 1901. Science
- --------------------------------------. 1902. Liste des champignons supérieurs et inférieurs de la forêt de Rambouillet et des environs de Montfort-l'Amaury (Seine-et-Oise). Ed. Imp. de l'Institut de bibliographie.
- --------------------------------------. 1902. Indications des plantes rares ou intéressantes des environs de Montfort-l'Amaury et de la forêt de Rambouillet. Extrait des 'Comptes rendus du congrès des Sociétés savantes' en 1901. Sciences. Ed. Imp. nationale, 8 p.
- --------------------------------------. 1900. Liste de quelques mousses et hépatiques des environs de Montfort-l'Amaury et de la forêt de Rambouillet (Seine-et-Oise). Ed. impr. de l'Institut de bibliographie, 8 p.

### Libros
- marie louise marguerite Belèze. 1898. Liste des plantes rares ou intéressantes, phanérogames, cryptogames vasculaires et characées, des environs de Montfort-l'Amaury et de la forêt de Rambouillet, Seine-et-Oise. Bull. de la Société botanique de France, 42.

Incluye supl. 1, 2 (enero 1898) 2 (nov 1898) y 3. 509 p.

### Membresías
- De la Société Botanique de France[6]

## Eponimia
- (Orchidaceae) × Orchigymnadenia belezei P.Fourn.[7]

- (Droseraceae) Drosera × belezeana E.G.Camus[8]